# Чемпіонат Туру WTA 2005
Чемпіонат Туру WTA 2005, також відомий під назвою Sony Ericsson Championships - жіночий круговий тенісний турнір, що проходив на закритих кортах з твердим покриттям Стейплс-центр у Лос-Анджелесі (США). Це був 35-й за ліком завершальний турнір сезону в одиночному розряді і 30-й - у парному. Належав до Туру WTA 2005. Тривав з 8 до 13 листопада 2005 року. Четверта сіяна Амелі Моресмо здобула титул в одиночному розряді (перша француженка якій це вдалося) і отримала 1 млн. доларів США, а також 485 рейтингових очок.
Жустін Енен-Арденн кваліфікувалась на турнір, але знялась через травму hamstring.

## Фінальна частина

### Одиночний розряд
Амелі Моресмо —  Марі П'єрс, 5–7, 7–6(7–3), 6–4.

### Парний розряд
Ліза Реймонд /  Саманта Стосур —  Кара Блек /  Ренне Стаббс, 6–7(5–7), 7–5, 6–4.